# Dysoptus bilobus
Dysoptus bilobus là một loài bướm đêm thuộc họ Arrhenophanidae. Chúng chỉ biết đến ở một địa phương điển hình, một vùng đất thấp rừng mưa nhiệt đơi ở Costa Rica.
Chiều dài cánh trước là 3.8–5 mm đối với con đực.